# Purgerot
Purgerot är en kommun i departementet Haute-Saône i regionen Bourgogne-Franche-Comté i östra Frankrike. Kommunen ligger i kantonen Combeaufontaine som tillhör arrondissementet Vesoul. År 2022 hade Purgerot 328 invånare.

## Befolkningsutveckling
Antalet invånare i kommunen Purgerot
| Referens: INSEE |